# Pedro Catarino (basquetebolista)
Pedro Filipe Vaz Catarino, nascido em Portugal a 20 de outubro de 1990, é um jogador profissional de basquetebol que joga atualmente pelo Sporting Clube de Portugal.